# Italico Baccelli
Italico Baccelli (Lucca, 6 novembre 1897 – ...) è stato un politico italiano, primo presidente della Provincia di Lucca dal 1951 al 1956 e sindaco di Lucca dal 1960 al 1965.

## Biografia
Nel 1944 è stato nominato presidente della Deputazione provinciale di Lucca dal Comitato di Liberazione Nazionale, rimanendo in carica fino alle elezioni del 1951. Eletto alle provinciali, è stato presidente della Provincia di Lucca fino al 1956.
È stato sindaco di Lucca dal 27 novembre 1960 al 16 gennaio 1965.
Il figlio Piero è stato anche lui sindaco di Lucca, dal 1985 al 1988; il nipote Stefano è stato presidente della provincia di Lucca dal 2006 al 2015.
Una via di Lucca è dedicata a lui e a Quirico Baccelli, deputato dal 1953 al 1963.